# Frankclay (Misuri)
Frankclay es un lugar designado por el censo ubicado en el condado de St. Francois en el estado estadounidense de Misuri. En el Censo de 2010 tenía una población de 221 habitantes y una densidad poblacional de 135,01 personas por km².

## Geografía
Frankclay se encuentra ubicado en las coordenadas 37°51′47″N 90°36′52″O / 37.86306, -90.61444. Según la Oficina del Censo de los Estados Unidos, Frankclay tiene una superficie total de 1.64 km², de la cual 1.64 km² corresponden a tierra firme y (0%) 0 km² es agua.

## Demografía
Según el censo de 2010, había 221 personas residiendo en Frankclay. La densidad de población era de 135,01 hab./km². De los 221 habitantes, Frankclay estaba compuesto por el 100% blancos, el 0% eran afroamericanos, el 0% eran amerindios, el 0% eran asiáticos, el 0% eran isleños del Pacífico, el 0% eran de otras razas y el 0% pertenecían a dos o más razas. Del total de la población el 0% eran hispanos o latinos de cualquier raza.